# 押切川公園スポーツ広場
押切川公園スポーツ広場（おしきりがわこうえんスポーツひろば）は、福島県喜多方市の総合運動公園である押切川公園内に立地する多目的スタジアム。公園内にはその他、クレーのサッカー場である自由広場（スタンドなし）や、プロ野球も開催される野球場などがある。

## 歴史
喜多方市内では最大の総合競技場として2005年（平成17年）7月にオープンした。もともとこの場所は、旧押切川の河川敷を埋め立てたものであり、押切川公園のほか商業施設や宅地などで整備されている。

## 施設概要
サッカー、ソフトボール、陸上競技の公式大会を行えるようにできている。スタジアムの外から見ると、楕円形のため、典型的な陸上競技場に見えるが、フィールド部分が、ソフトボール場として使用する際に対面がくりぬかれた形になっている。しかし、サッカー場として使用する際にフルコートが天然芝に収まるように計算されている。陸上競技場として使用する際のトラック部分と、ソフトボール場としての内野部分はクレー。また、ソフトボール場としては2面の使用が可能だが、スタンドはバックスタンドと通常のアウェイ側（メインから見て右手）にしか設置されていないので、南面にはスタンドがないことになる。
- 内野・トラック：クレー、外野・フィールド：天然芝（野芝）
- サッカー1面、ソフトボール2面、陸上：400m×6レーン
- 収容人数：2,000人（全席芝生席）
- 得点板×2（ソフトボール用）

## 交通アクセス
- 鉄道：JR喜多方駅より徒歩20分